# Jolanta Nazaruk
Jolanta Nazaruk – polska naukowiec, fitochemik, doktor habilitowany nauk farmaceutycznych.

## Życiorys
Od 1993 pracuje na Akademii Medycznej w Białymstoku. W 2000 pod kierunkiem dra hab. Jana Gudeja z Zakładu Farmakognozji obroniła na Akademii Medycznej w Łodzi pracę doktorską "Badania związków flawonoidowych Bellis perennis L." uzyskując stopień naukowy doktora nauk farmaceutycznych. W 2012 na podstawie osiągnięć naukowych i złożonej rozprawy "Wybrane gatunki z rodzaju Cirsium (ostrożeń) – źródło biologicznie czynnych związków polifenolowych" uzyskała stopień naukowy doktora habilitowanego nauk farmaceutycznych.
Zatrudniona na stanowisku adiunkta w Zakładzie Farmakognozji UMB.